# Arquèbul de Tebes
Arquèbul de Tebes (en llatí Archebulus, en grec antic Ἀρχέβουλος "Arkhebulos",) fou un poeta líric natural de Tebes a la Beòcia, que sembla que va viure als voltants de l'any 280 aC. Euforió diu que va ser el seu mestre.
Una mena particular de versos usats pels poetes lírics eren coneguts com a versos d'Arquèbul, derivat del nom d'aquest poeta. No es conserva cap fragment de la seva obra.